# Parque Nacional Sabangau

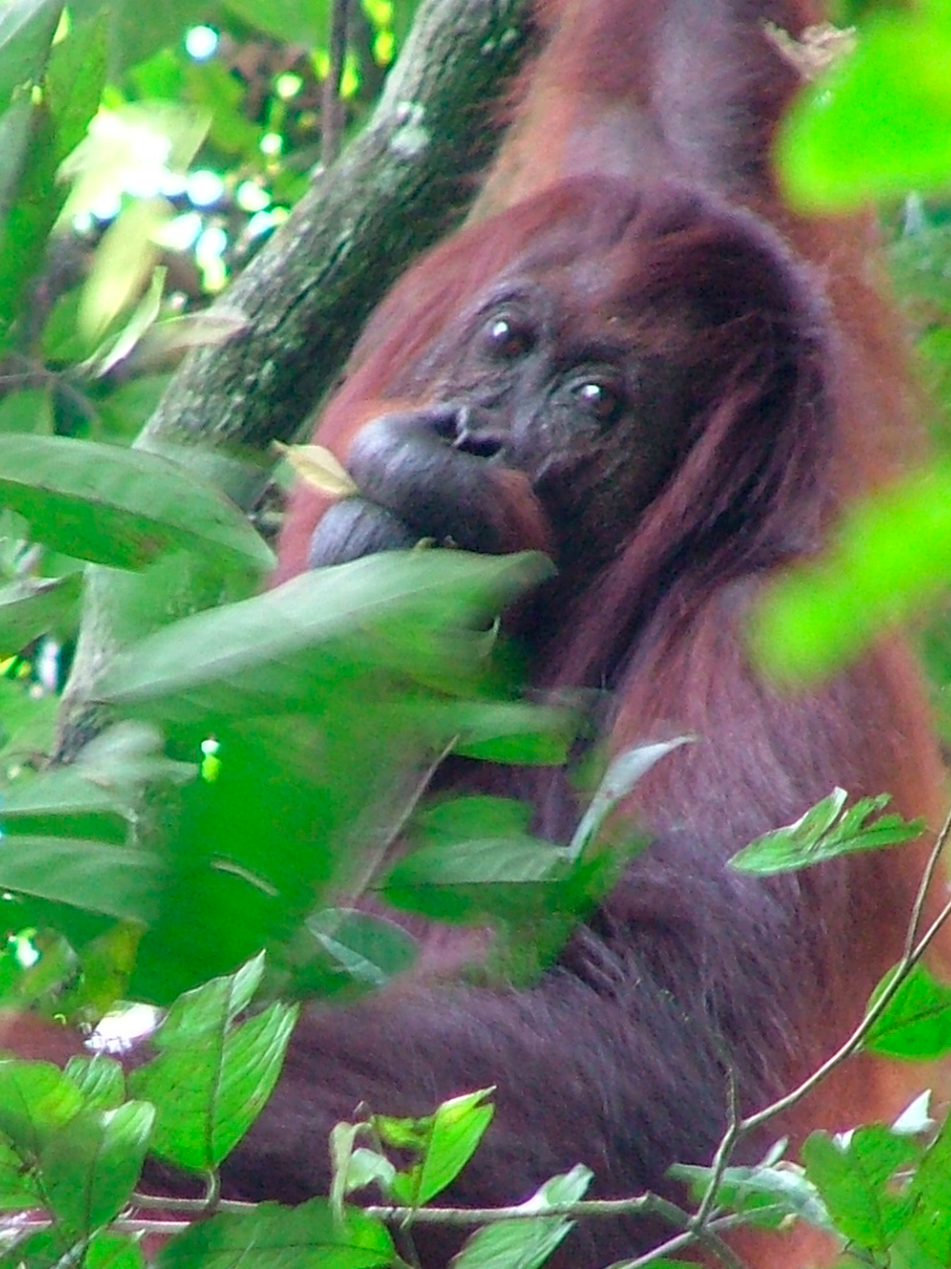
Um orangotango no parque.

O Parque Nacional de Sabangau é uma área protegida na Indonésia, localizada na ilha de Bornéu, na província de Kalimantan Central. O parque foi criado em 2004.